# Shin Yamada
Shin Yamada (japanisch 山田 新 Yamada Shin; * 30. Mai 2000 in Yokohama) ist ein japanischer Fußballspieler, der bei Celtic Glasgow in der Scottish Premiership unter Vertrag steht. Seit dem Jahr 2025 ist Yamada japanischer Nationalspieler.

## Karriere

### Verein
Shin Yamada erlernte das Fußballspielen in der Jugendmannschaft von Kawasaki Frontale sowie in der Universitätsmannschaft der Toin University of Yokohama. Von Mitte Juni 2022 bis Saisondende wurde er von der Universität an seinen Jugendverein Kawasaki Frontale ausgeliehen. Der Verein aus Kawasaki, einer Stadt auf der Insel Honshū, spielte in der ersten japanischen Liga. Nach der Ausleihe wurde er im Februar 2023 fest von Frontale unter Vertrag genommen. Sein Erstligadebüt gab Shin Yamada am 17. Februar 2023 (1. Spieltag) im Heimspiel gegen die Yokohama F. Marinos. Bei der 1:2-Heimniederlage wurde er in der 71. Minute für Taisei Miyashiro eingewechselt. In seiner ersten Profisaison bestritt er 27 Ligaspiele. Hierbei schoss er vier Tore. Am 17. Februar 2024 gewann der mit Frontale den Supercup. Das Spiel gegen den Meister Vissel Kōbe wurde mit 1:0 gewonnen. Am 3. Mai 2025 stand er mit Frontale im Finale der AFC Champions League Elite. Hier musste man sich jedoch dem saudi-arabischen Vertreter al-Ahli mit 2:0 geschlagen geben. Im Juli 2025 wechselte Yamada zu Celtic Glasgow nach Schottland.

### Nationalmannschaft
Im Juli 2025 debütierte Yamada in der Japanischen Nationalmannschaft während der Ostasienmeisterschaft gegen Hongkong. Mit der Nationalmannschaft gewann Yamada diese.

## Erfolge
Kawasaki Frontale
- Japanischer Supercup-Sieger: 2024
- AFC Champions League Elite-Finalist: 2024/25'